# 蒋巍 (1970年)
蒋巍（1970年12月—），男，汉族，江苏泰兴人，中华人民共和国政治人物。现任盐城市人民政府副市长，中国农工民主党中央委员会常委，中国农工民主党江苏省委员会主委。第十四届全国政协委员。